# Moritz Pinder
Moritz Eduard Pinder (* 22. März 1807 zu Naumburg an der Saale; † 30. August 1871 in Berlin) war ein deutscher Bibliothekar, Numismatiker und Ministerialbeamter. 

## Leben
Moritz Pinder war der Sohn des Ernst Pinder, Oberlandgerichtsrat in Naumburg, und der Caroline Lauhn. Nach dem Besuch der Kreuzschule in Dresden und des Gymnasiums in Naumburg studierte er ab 1824 an der Universität Berlin Philologie und Philosophie. 1829 wurde er zum Dr. phil. promoviert und an der königlichen Bibliothek in Berlin angestellt. Daneben verwaltete er die Universitätsbibliothek und war von 1835 bis 1858 Direktorialassistent bei der Abteilung der antiken Münzen der königlichen Museen. 
Im Jahr 1851 wurde er ordentliches Mitglied der Preußischen Akademie der Wissenschaften und im Jahr 1858 als Nachfolger Franz Kuglers Geheimer Regierungsrat und vortragender Rat für Kunstangelegenheiten im preußischen Ministerium für geistliche Angelegenheiten. 1868 erhielt er den Titel eines Geheimen Oberregierungsrats. U.a. war er mit der Errichtung des Rauch-Museums und der Nationalgalerie in Berlin befasst. 
Er war verheiratet mit Sophie, einer Tochter von Friedrich Wilken. Ihr Sohn war Eduard Pinder (1836–1890), Kunsthistoriker und Museumsdirektor in Kassel.
Schwiegersohn, Ehemann der Tochter Anna war Paul Johannes Merkel (1819–1861), Professor der Rechte zunächst in Königsberg, dann in Halle.